# Élections législatives de 2017 en Loir-et-Cher
Les élections législatives françaises de 2017 se déroulent les 11 et 18 juin 2017. Dans le département de Loir-et-Cher, trois députés sont à élire dans le cadre de trois circonscriptions.

## Élus
| Circonscription                                 | Député sortant          | Parti | Parti | Député élu ou réélu | Parti | Parti |
| ----------------------------------------------- | ----------------------- | ----- | ----- | ------------------- | ----- | ----- |
| 1re                                             | Denys Robiliard         |       | PS    | Marc Fesneau        |       | MoDem |
| 2e                                              | Patrice Martin-Lalande* |       | LR    | Guillaume Peltier   |       | LR    |
| 3e                                              | Maurice Leroy           |       | UDI   | Maurice Leroy       |       | UDI   |
| * député sortant ne se représentant pas en 2017 |                         |       |       |                     |       |       |

## Rappel des résultats départementaux des élections de 2012
| Parti          | Parti                                | Premier tour | Premier tour | Second tour | Second tour | Sièges |
| Parti          | Parti                                | Voix         | %            | Voix        | %           | Sièges |
| -------------- | ------------------------------------ | ------------ | ------------ | ----------- | ----------- | ------ |
|                | Nouveau centre                       | 38 594       | 26,45        | 51 063      | 35,79       | 1      |
|                | Union pour un mouvement populaire    | 17 627       | 12,08        | 24 860      | 17,42       | 1      |
|                | Divers droite dont DLR et PCD        | 2 373        | 1,63         |             |             | 0      |
|                | Droite parlementaire                 | 58 594       | 40,15        | 75 923      | 53,22       | 2      |
|                |                                      |              |              |             |             |        |
|                | Parti socialiste                     | 48 199       | 33,03        | 66 727      | 46,78       | 1      |
|                | Europe Écologie Les Verts            | 3 907        | 2,68         |             |             | 0      |
|                | Majorité présidentielle              | 52 106       | 35,71        | 66 727      | 46,78       | 1      |
|                |                                      |              |              |             |             |        |
|                | Front national                       | 22 422       | 15,37        |             |             | 0      |
|                | Front de gauche                      | 7 414        | 5,08         | 0           |             |        |
|                | Extrême gauche dont LO et NPA        | 1 673        | 1,15         | 0           |             |        |
|                | Mouvement démocrate                  | 1 124        | 0,77         | 0           |             |        |
|                | Extrême droite                       | 1 162        | 0,8          | 0           |             |        |
|                | Divers écologiste dont LT-LNÉ et AÉI | 1 115        | 0,76         | 0           |             |        |
|                | Divers                               | 319          | 0,22         | 0           |             |        |
|                |                                      |              |              |             |             |        |
| Inscrits       | Inscrits                             | 243 177      | 100,00       | 243 179     | 100,00      | 3      |
| Abstentions    | Abstentions                          | 94 904       | 39,03        | 95 857      | 39,42       |        |
| Votants        | Votants                              | 148 273      | 60,97        | 147 322     | 60,58       |        |
| Blancs et nuls | Blancs et nuls                       | 2 344        | 1,58         | 4 672       | 3,17        |        |
| Exprimés       | Exprimés                             | 145 929      | 98,42        | 142 650     | 96,83       |        |

## Résultats

### Résultats à l'échelle du département
|                                                  |                                      |                           |                           |                          |                          |
|                                                  |                                      | Premier tour 11 juin 2017 | Premier tour 11 juin 2017 | Second tour 18 juin 2017 | Second tour 18 juin 2017 |
|                                                  |                                      |                           |                           |                          |                          |
|                                                  |                                      | Nombre                    | % des inscrits            | Nombre                   | % des inscrits           |
| Inscrits                                         | Inscrits                             | 245 296                   | 100,00                    | 245 275                  | 100,00                   |
| Abstentions                                      | Abstentions                          | 115 022                   | 46,89                     | 127 660                  | 52,05                    |
| Votants                                          | Votants                              | 130 274                   | 53,11                     | 117 615                  | 47,95                    |
|                                                  |                                      |                           | % des votants             |                          | % des votants            |
| Bulletins blancs                                 | Bulletins blancs                     | 1 892                     | 1,45                      | 8 131                    | 6,91                     |
| Bulletins nuls                                   | Bulletins nuls                       | 778                       | 0,60                      | 3 045                    | 2,59                     |
| Suffrages exprimés                               | Suffrages exprimés                   | 127 604                   | 97,95                     | 106 439                  | 90,50                    |
|                                                  |                                      |                           |                           |                          |                          |
| Étiquette politique                              | Étiquette politique                  | Voix                      | % des exprimés            | Voix                     | % des exprimés           |
|                                                  |                                      |                           |                           |                          |                          |
|                                                  | La République en marche !            | 24 188                    | 18,96                     | 31 070                   | 29,19                    |
|                                                  | Front national                       | 20 263                    | 15,88                     | 10 221                   | 9,60                     |
|                                                  | Les Républicains                     | 17 544                    | 13,75                     | 19 108                   | 17,95                    |
|                                                  | Union des démocrates et indépendants | 17 175                    | 13,46                     | 23 126                   | 21,73                    |
|                                                  | Mouvement démocrate                  | 14 076                    | 11,03                     | 22 914                   | 21,53                    |
|                                                  | La France insoumise                  | 12 516                    | 9,81                      |                          |                          |
|                                                  | Parti socialiste                     | 7 706                     | 6,04                      |                          |                          |
|                                                  | Écologiste                           | 5 426                     | 4,25                      |                          |                          |
|                                                  | Divers droite                        | 3 378                     | 2,65                      |                          |                          |
|                                                  | Parti communiste français            | 3 023                     | 2,37                      |                          |                          |
|                                                  | Extrême gauche                       | 854                       | 0,67                      |                          |                          |
|                                                  | Divers                               | 844                       | 0,66                      |                          |                          |
|                                                  | Debout la France                     | 611                       | 0,48                      |                          |                          |
| Source : Ministère de l'Intérieur - Loir-et-Cher |                                      |                           |                           |                          |                          |

### Résultats par circonscription

#### Première circonscription
Député sortant : Denys Robiliard (Parti socialiste).
|                                                                              |                                                                 |                           |                           |                          |                          |
|                                                                              |                                                                 | Premier tour 11 juin 2017 | Premier tour 11 juin 2017 | Second tour 18 juin 2017 | Second tour 18 juin 2017 |
|                                                                              |                                                                 |                           |                           |                          |                          |
|                                                                              |                                                                 | Nombre                    | % des inscrits            | Nombre                   | % des inscrits           |
| Inscrits                                                                     | Inscrits                                                        | 82 759                    | 100,00                    | 82 752                   | 100,00                   |
| Abstentions                                                                  | Abstentions                                                     | 41 224                    | 49,81                     | 45 454                   | 54,93                    |
| Votants                                                                      | Votants                                                         | 41 535                    | 50,19                     | 37 298                   | 45,07                    |
|                                                                              |                                                                 |                           | % des votants             |                          | % des votants            |
| Bulletins blancs                                                             | Bulletins blancs                                                | 625                       | 1,50                      | 3 092                    | 8,29                     |
| Bulletins nuls                                                               | Bulletins nuls                                                  | 221                       | 0,53                      | 1 071                    | 2,87                     |
| Suffrages exprimés                                                           | Suffrages exprimés                                              | 40 689                    | 97,96                     | 33 135                   | 88,84                    |
|                                                                              |                                                                 |                           |                           |                          |                          |
| Candidat Étiquette politique (partis et alliances)                           | Candidat Étiquette politique (partis et alliances)              | Voix                      | % des exprimés            | Voix                     | % des exprimés           |
|                                                                              |                                                                 |                           |                           |                          |                          |
|                                                                              | Marc Fesneau Mouvement démocrate (La République en marche !)    | 14 076                    | 34,59                     | 22 914                   | 69,15                    |
|                                                                              | Michel Chassier Front national                                  | 6 121                     | 15,04                     | 10 221                   | 30,85                    |
|                                                                              | Denys Robiliard (député sortant) Parti socialiste               | 5 634                     | 13,85                     |                          |                          |
|                                                                              | Damien Henault Les Républicains                                 | 5 374                     | 13,21                     |                          |                          |
|                                                                              | Kenza Belliard La France insoumise                              | 4 302                     | 10,57                     |                          |                          |
|                                                                              | Rama Yade Divers droite (La France qui ose)                     | 2 300                     | 5,65                      |                          |                          |
|                                                                              | Nicolas Orgelet Europe Écologie Les Verts                       | 1 148                     | 2,82                      |                          |                          |
|                                                                              | Camélia Khabèche Parti communiste français                      | 692                       | 1,70                      |                          |                          |
|                                                                              | Étienne Bourgeois Écologiste (Alliance écologiste indépendante) | 447                       | 1,10                      |                          |                          |
|                                                                              | Marie-Claude Neveu Lutte ouvrière                               | 320                       | 0,79                      |                          |                          |
|                                                                              | Rémy Meneau Divers (Union populaire républicaine)               | 275                       | 0,68                      |                          |                          |
| Source : Ministère de l'Intérieur - Première circonscription de Loir-et-Cher |                                                                 |                           |                           |                          |                          |

#### Deuxième circonscription
Député sortant : Patrice Martin-Lalande (Les Républicains).
|                                                                              |                                                                           |                           |                           |                          |                          |
|                                                                              |                                                                           | Premier tour 11 juin 2017 | Premier tour 11 juin 2017 | Second tour 18 juin 2017 | Second tour 18 juin 2017 |
|                                                                              |                                                                           |                           |                           |                          |                          |
|                                                                              |                                                                           | Nombre                    | % des inscrits            | Nombre                   | % des inscrits           |
| Inscrits                                                                     | Inscrits                                                                  | 80 338                    | 100,00                    | 80 340                   | 100,00                   |
| Abstentions                                                                  | Abstentions                                                               | 37 592                    | 46,79                     | 41 306                   | 51,41                    |
| Votants                                                                      | Votants                                                                   | 42 746                    | 53,21                     | 39 034                   | 48,59                    |
|                                                                              |                                                                           |                           | % des votants             |                          | % des votants            |
| Bulletins blancs                                                             | Bulletins blancs                                                          | 624                       | 1,46                      | 2 581                    | 6,61                     |
| Bulletins nuls                                                               | Bulletins nuls                                                            | 276                       | 0,65                      | 1 021                    | 2,62                     |
| Suffrages exprimés                                                           | Suffrages exprimés                                                        | 41 846                    | 97,89                     | 35 432                   | 90,77                    |
|                                                                              |                                                                           |                           |                           |                          |                          |
| Candidat Étiquette politique (partis et alliances)                           | Candidat Étiquette politique (partis et alliances)                        | Voix                      | % des exprimés            | Voix                     | % des exprimés           |
|                                                                              |                                                                           |                           |                           |                          |                          |
|                                                                              | Guillaume Peltier Les Républicains (Union des démocrates et indépendants) | 12 170                    | 29,08                     | 19 108                   | 53,93                    |
|                                                                              | Jean-Luc Brault La République en marche !                                 | 12 043                    | 28,78                     | 16 324                   | 46,07                    |
|                                                                              | Mathilde Paris Front national                                             | 7 505                     | 17,93                     |                          |                          |
|                                                                              | Yvon Chéry La France insoumise                                            | 4 125                     | 9,86                      |                          |                          |
|                                                                              | Didier Guénin Parti socialiste                                            | 2 072                     | 4,95                      |                          |                          |
|                                                                              | Olivia Marchal Divers droite                                              | 1 078                     | 2,58                      |                          |                          |
|                                                                              | Marie Robin Europe Écologie Les Verts                                     | 891                       | 2,13                      |                          |                          |
|                                                                              | Jean-Claude Delanoue Parti communiste français                            | 713                       | 1,70                      |                          |                          |
|                                                                              | Marilyne Corbeau Debout la France                                         | 611                       | 1,46                      |                          |                          |
|                                                                              | Sarah Laurent Écologiste (Alliance écologiste indépendante)               | 280                       | 0,67                      |                          |                          |
|                                                                              | Francesca Di Pietro Lutte ouvrière                                        | 203                       | 0,49                      |                          |                          |
|                                                                              | Grégory Houssin Divers (Union populaire républicaine)                     | 155                       | 0,37                      |                          |                          |
| Source : Ministère de l'Intérieur - Deuxième circonscription de Loir-et-Cher |                                                                           |                           |                           |                          |                          |

#### Troisième circonscription
Député sortant : Maurice Leroy (Union des démocrates et indépendants).
|                                                                               |                                                                                        |                           |                           |                          |                          |
|                                                                               |                                                                                        | Premier tour 11 juin 2017 | Premier tour 11 juin 2017 | Second tour 18 juin 2017 | Second tour 18 juin 2017 |
|                                                                               |                                                                                        |                           |                           |                          |                          |
|                                                                               |                                                                                        | Nombre                    | % des inscrits            | Nombre                   | % des inscrits           |
| Inscrits                                                                      | Inscrits                                                                               | 82 197                    | 100,00                    | 82 183                   | 100,00                   |
| Abstentions                                                                   | Abstentions                                                                            | 36 204                    | 44,05                     | 40 900                   | 49,77                    |
| Votants                                                                       | Votants                                                                                | 45 993                    | 55,95                     | 41 283                   | 50,23                    |
|                                                                               |                                                                                        |                           | % des votants             |                          | % des votants            |
| Bulletins blancs                                                              | Bulletins blancs                                                                       | 678                       | 1,47                      | 2 458                    | 5,81                     |
| Bulletins nuls                                                                | Bulletins nuls                                                                         | 246                       | 0,53                      | 953                      | 2,46                     |
| Suffrages exprimés                                                            | Suffrages exprimés                                                                     | 45 069                    | 97,99                     | 37 872                   | 91,74                    |
|                                                                               |                                                                                        |                           |                           |                          |                          |
| Candidat Étiquette politique (partis et alliances)                            | Candidat Étiquette politique (partis et alliances)                                     | Voix                      | % des exprimés            | Voix                     | % des exprimés           |
|                                                                               |                                                                                        |                           |                           |                          |                          |
|                                                                               | Maurice Leroy (député sortant) Union des démocrates et indépendants (Les Républicains) | 17 175                    | 38,11                     | 23 088                   | 60,96                    |
|                                                                               | Marlène Martin La République en marche !                                               | 12 145                    | 26,95                     | 14 784                   | 39,04                    |
|                                                                               | Jean-Yves Narquin Front national                                                       | 6 637                     | 14,73                     |                          |                          |
|                                                                               | Cécile Rivière La France insoumise                                                     | 4 089                     | 9,07                      |                          |                          |
|                                                                               | Christian Guellier Europe Écologie Les Verts (Parti socialiste)                        | 2 660                     | 5,90                      |                          |                          |
|                                                                               | Patrick Callu Parti communiste français                                                | 1 618                     | 3,59                      |                          |                          |
|                                                                               | Claude Lamy Lutte ouvrière                                                             | 331                       | 0,73                      |                          |                          |
|                                                                               | Catherine Evesque Divers (Union populaire républicaine)                                | 274                       | 0,61                      |                          |                          |
|                                                                               | Burhan Caglar Divers (Parti égalité et justice)                                        | 140                       | 0,31                      |                          |                          |
| Source : Ministère de l'Intérieur - Troisième circonscription de Loir-et-Cher |                                                                                        |                           |                           |                          |                          |